# Chokri Mamoghli
Chokri Mamoghli, né le 26 novembre 1958 à Tunis et mort le 28 avril 2018 dans la même ville, est un universitaire tunisien qui a assumé plusieurs responsabilités académiques et politiques.

## Biographie

### Études et carrière
Titulaire d'une maîtrise de l'Institut des hautes études commerciales[Lequel ?] en 1980, Chokri Mamoghli obtient un doctorat en finance de l'université Paris-Dauphine en 1984 et un diplôme d'habilitation universitaire en sciences de gestion de l'Institut supérieur de gestion de Tunis (ISG) en 1986.
Il occupe ensuite les postes d'assistant, de maître-assistant, de maître de conférences et professeur d'enseignement supérieur. Il est par ailleurs chef du département finance (1988-1993) puis directeur des études et des stages à l'ISG (1994-1997). Il dirige ensuite plusieurs établissements universitaires, en tant que doyen de la faculté des sciences juridiques, économiques et de gestion de l'université de Jendouba (1997-2001), directeur de l'École supérieure des sciences économiques et commerciales de Tunis (2001-2004) et directeur de l'ISG (2004-2007).
En décembre 2007, il est nommé secrétaire d'État auprès du ministre du Commerce et de l'Artisanat, chargé de l'Artisanat, avant d'être chargé le 29 août 2008 du Commerce extérieur, poste qu'il occupe jusqu'en octobre 2010, date à laquelle il est nommé conseiller au cabinet du Premier ministre Mohamed Ghannouchi.
Il dirige ou codirige une vingtaine de thèses de doctorat en sciences de gestion. Il est l'auteur de plusieurs articles parus dans des revues scientifiques tunisiennes et internationales.

### Distinctions
Chokri Mamoghli est titulaire de la médaille de l'Ordre national du mérite au titre de l'éducation et des sciences et remise en 1998.

### Vie privée
Chokri Mamoghli est marié et père de deux enfants.